# Jurij Muschketyk

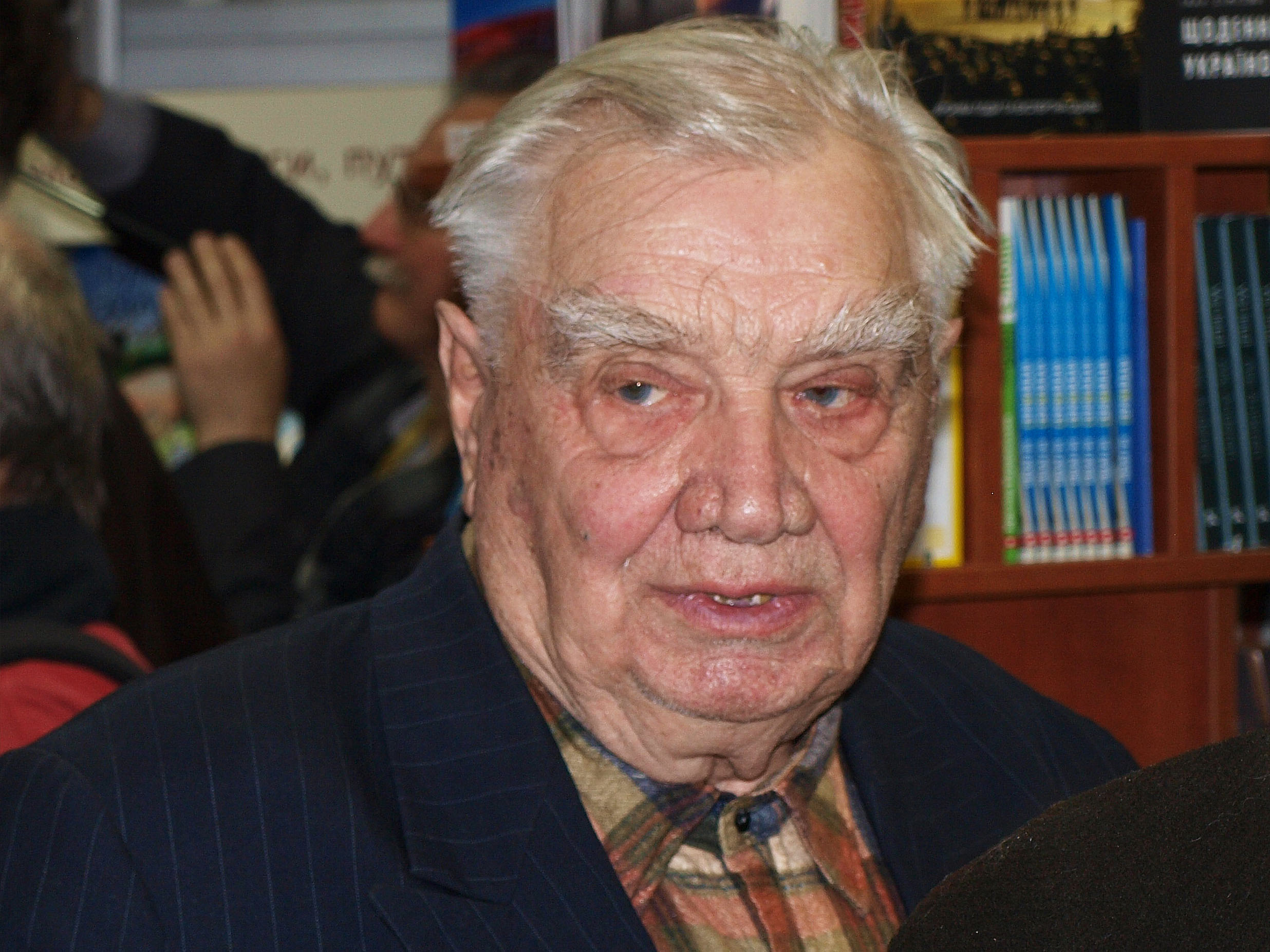
Jurij Muschketyk, 2015

Jurij Mychajlowytsch Muschketyk (ukrainisch Юрій Михайлович Мушкетик, Transliteration Jurij Mychajlovyč Mušketyk; * 21. März 1929 in Wertijiwka, Oblast Tschernihiw, Ukrainische SSR, Sowjetunion; † 6. Juni 2019) war ein ukrainischer Schriftsteller.

## Leben
Jurij Muschketyk studierte bis 1953 Philologie an der Taras-Schewtschenko-Universität in Kiew und von 1953 bis 1956 studierte er an der Graduiertenschule ukrainische Literatur. Nach seinem Studium wurde er Chefredakteur bei der Zeitung „Dnepr“.
1954 publizierte er sein erstes literarisches Werk, seinen ersten Roman 1962.
1979 wurde er Sekretär und 1980 1. Sekretär der Kiewer Filiale des Schriftstellerverbandes der Ukraine. Von 1986 bis 2001 war er Vorsitzender des Nationalen Schriftstellerverbandes der Ukraine.

## Werk
Jurij Muschketyk gilt als ein Meister der modernen ukrainischen Prosa. Er veröffentlichte mehr als ein Dutzend Romane, eine Romanreihe sowie mehrere Sammlungen von Kurzgeschichten. Außerdem schrieb er einige Theaterstücke.

## Ehrungen
Jurij Muschketyk erhielt zahlreiche Auszeichnungen und Ehrungen. Darunter:
- 2009 Held der Ukraine[3]
- 1999 Orden des Fürsten Jaroslaw des Weisen 5. Klasse[4]
- 1996 Antonowytsch-Preis
- 1987 Staatspreis der UdSSR[3]
- 1980 Taras-Schewtschenko-Preis[4]